# Tmetoptera phryganeoides
Tmetoptera phryganeoides là một loài bướm đêm thuộc phân họ Arctiinae, họ Erebidae.